# Telothyria rufostriata
Telothyria rufostriata là một loài ruồi trong họ Tachinidae.